# Манце, Эндрю
Эндрю Манце (вариант - Мэ́нзи; англ. Andrew Manze; род. 14 января 1965, Бекенхэм, Большой Лондон) — британский скрипач и дирижёр.

## Биография
Учился на классическом отделении Кембриджского университета. Начал играть на барочной скрипке, учась у Саймона Стендиджа, затем учился в Гааге у Люси ван Дал.
В 1988 году стал первой скрипкой Амстердамского барочного оркестра под управлением Тона Копмана. Также играл в барочном ансамбле Романеска.
В 2011 удостоен премии Рольфа Шока в области музыки

## Дирижёрская деятельность
С 2003 года — руководитель барочного ансамбля The English Concert, с 2006 — руководитель Хельсингборгского симфонического оркестра, с 2008 первый приглашенный дирижёр оркестра Норвежского радио. С 2010 — помощник приглашенного дирижёра Шотландского симфонического оркестра BBC. В 2014 году возглавил Филармонический оркестр Северогерманского радио.

## Скрипичное мастерство
Как скрипач выступает в концертах, ансамблях и соло. Часто играет дуэтом с клавесинистом Ричардом Эгарром. Британская пресса называет его Грапелли барочной скрипки. Преподает в Королевской академии музыки и в Академии Осло.

## Репертуар
В репертуаре Манце-скрипача — сочинения И. С. Баха, Телемана, Генделя, Моцарта, Бибера, Корелли, Вивальди, Тартини, Джеминиани, Бетховена, Шуберта и др.